# 八戸港
八戸港（はちのへこう）は、青森県の太平洋側南部の八戸市にある港湾。港湾法上の重要港湾、港則法上の特定港に指定されている。港湾管理者は1958年（昭和33年）から青森県である。八戸港は河原木地区、八太郎地区、白銀地区(館鼻地区)、外港地区、市川地区の5地区から構成され、合計約619haが臨港地区に指定されている。八戸市の土地利用の約2.02%が臨港地区である。
青森県南部に位置する八戸港は、日本を代表する八戸漁港を有し、東北地方の中では宮城県仙台塩釜港の次ぐ工業港・国際貿易港で、青森県内最大規模の港湾である。2003年（平成15年）から総合静脈物流拠点港(リサイクルポート)に指定され、全国21ヵ所ある拠点の1つとなっている。また、定期旅客航路が1路線あり、北海道苫小牧港を1日4便、約9時間で結んでいる。

## 歴史
八戸港の歴史は八戸藩が開かれた17世紀の中頃に遡り、当時は鮫浦または鮫浦港と言われていた。八戸港と呼ばれるようになったのは八戸市市制施行後の昭和5年（1930年）からである。開港当初から漁港や悪天候時の避難港として利用され、寛文4年（1664年）には八戸藩が江戸へ廻米し、寛文11年（1671年）の東廻海運の就航で鮫浦は寄港地になった。明治時代になると、八戸町で築港運動が盛んに行われ、明治17年（1884年）に内務省からオランダ人技師ローウェンホルスト・ムルデルの派遣により八戸港の測量が始まり、港湾計画策定に至った。大正8年（1919年）から鮫浦港の修築工事が始まり、昭和3年（1928年）に内務省指定港湾に位置付けられた。これにより更なる港湾整備が進み、昭和7年（1932年）からの商港第1期整備工事により北防波堤、3000トン岸壁、物揚場が完工した。これらの背景には『後背地に産出する石灰岩、砂鉄、硫化鉄などの豊富な地下資源が、八戸の近代化に大きく貢献し、港は工業港としてその機能を高めていく』という要因があった。この結果、昭和14年（1939年）には国の貿易港の指定を受けるまでに至った。戦後、1949年（昭和24年）には戦前から始まり中断していた豊洲のデルタ地帯を工業用地として活用するための馬淵川の河川切替工事が終了し、河原木地区に臨海工業用地の第一工業港が完成した。その後、東北地方で最大と呼ばれた八戸火力発電所や精錬所の建設が進み、1957年（昭和32年）には重要港湾として位置づけられた。また、国の全国総合開発計画の策定により1964年（昭和39年）には八戸市が新産業都市に指定された。これにより市街地開発及び港湾インフラ整備が強化され、新たに八戸大橋や八太郎大橋などの港湾道路建設や第二工業港の八太郎、河原木地区の岸壁工事も進められ、三菱製紙八戸工場をはじめとする重化学産業の誘致にも成功した。
1994年（平成6年）には国際航路が東北で初めて開設され、2010年（平成22年）現在、国際コンテナ航路として週2便の中国航路と、週1便の東南アジア航路、週0.2便の北米航路が就航している。東北地方の国際航路を有する港湾では、仙台塩釜港、秋田港に次いで3番目の航路数である。また、外貿コンテナ貨物量は、国土交通省港湾局計画課の調査によると2010年（平成22年）現在では全国20位で、東北地方では仙台塩釜港に次ぐ2位である。総トン数は629,000t、輸入337,000t 輸出293,000tである。コンテナ総個数は28,000TEU、輸入13,000t、輸出16,000tで全国30位の規模である。

### 沈船防潮堤
1950年（昭和25年）敗戦に伴い解体される予定だった1万トン級の戦時標準油槽船（2TL型）3隻を使い八戸港に450メートル防波堤が築造された。これらの船はいずれも造船所にて工事中に終戦を迎えたもので、富島丸、大杉丸は進水を行ったのち横浜にて艤装中、東城丸は油槽船として就航後、相生港にて商船に改造中であった。工事は現地造船所でブリッジ、マスト、煙突、エンジンなどを撤去したのち1948年（昭和23年）6月に八戸港へ曳航し、船体に土砂を詰めた上で水深8～9メートル地点に沈め、砕石で根固めが行われた。工事直後にアイオン台風が襲来し、富島丸と大杉丸の上甲板および外板に亀裂が生じたため補強が行われた。防波堤の先頭になった富島丸の船首部には12.5トン型消波ブロック約1200個が設置されたが、これが八戸港で最初のテトラポットの使用例になった。
一連の工事は馬淵川の改修に伴い1943年（昭和18年）に始まった工業港造成として行われたもので、この防潮堤の完成によって松尾鉱山から化学肥料の原料になる硫黄鉱の積み出しが行われ、食糧増産と復興に貢献した。この沈船防波堤は応急的なものだったため、1967年（昭和42年）に撤去のうえ白銀西防波堤として新たな防波堤が整備されている。
なお同時期に小名浜港、宇部港、秋田港などに駆逐艦を利用した軍艦防波堤や呉市安浦町にコンクリート輸送船武智丸を利用した防波堤が築造された例がある。

## 沿革

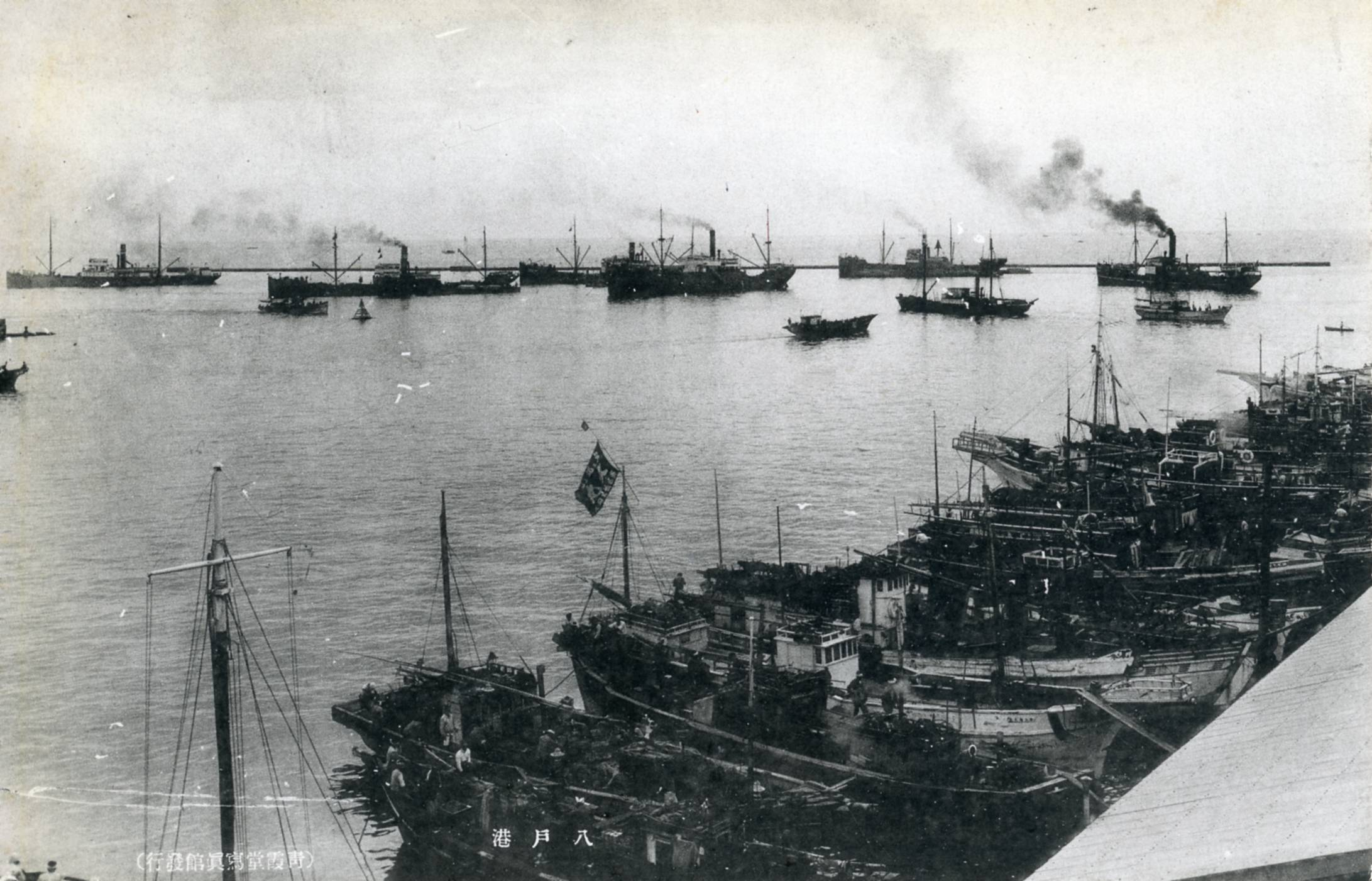
昭和戦前期の八戸港

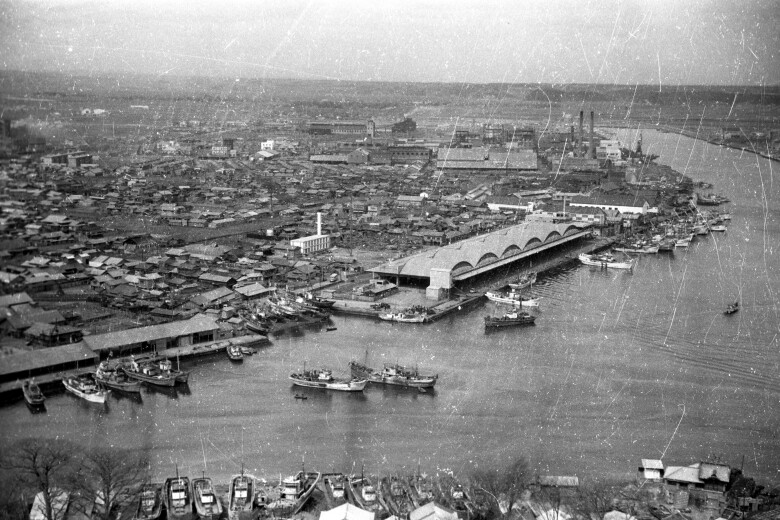
1960年の八戸港と八戸工業地帯

- 昭和戦前期の八戸港 1960年の八戸港と八戸工業地帯1664年 八戸藩誕生 このころより鮫浦港と呼ばれる
- 1826年 白銀浜に防波堤建造
- 1884年 内務省からオランダ人技師ローウェンホルスト・ムルデルが派遣され八戸港を測量。翌年港湾計画ができる
- 1919年 鮫浦港の修築工事着工
- 1928年 内務省指定港湾となる
- 1929年 八戸市制施行 八戸港に改称
- 1951年 重要港湾に指定
- 1925年 出入国管理及び難民認定法に基づき出入港に指定
- 1939年 貿易港として開港指定 函館税関八戸税関支署設置 八戸港修築計画策定
- 1956年 河原木地区に臨海工業用地完成
- 1960年 チリ地震による被害を受ける
- 1964年 新産業都市に八戸地区指定 白銀地区に1万トンA岸壁供用開始
- 1968年 十勝沖地震による被害を受ける
- 1970年 八太郎地区1号埠頭、1万5千トンC岸壁供用開始
- 1971年 第二工業港（八太郎地区）開港
- 1973年 八戸～苫小牧間のカーフェリー就航
- 1977年 八太郎1号埠頭、5万トンE岸壁供用開始
- 1979年 八戸～室蘭間のカーフェリー就航
- 1980年 八戸大橋、八太郎大橋全面開通
- 1982年 フェリー埠頭供用開始[11]
- 1985年 八太郎1号埠頭、5万トンD岸壁供用開始
- 1988年 ポートアイランドI期工事着工
- 1991年 八太郎2号埠頭、5千トン岸壁4バース供用開始
- 1993年 八太郎4号埠頭、5万トンP岸壁供用開始
- 1994年 東北初の国際コンテナ航路となる東南アジアコンテナ定期航路開設
- 1996年 輸入促進地域（FAZ）に指定 河原木2号埠頭、5万トンA岸壁供用開始
- 1997年 国際交流インフラ推進事業の選定地域に指定 ポートアイランドI期工事完成 八戸シーガルブリッジ供用開始 中国コンテナ定期航路開設
- 1998年 韓国、北米西岸コンテナ定期航路開設 八戸港貿易センター 八戸港国際物流ターミナル完成
- 1999年 横浜港との内航定期コンテナ航路開設 中国コンテナ定期航路休航
- 2001年 八太郎2号埠頭、5万トンJ岸壁供用開始
- 2003年 総合静脈物流拠点港（リサイクルポート）に指定 耐震強化岸壁（八太郎N岸壁）供用開始
- 2006年 東京港との内航定期コンテナ航路開設
- 2011年 東北地方太平洋沖地震による被害を受ける[11]
- 2013年 東北地方太平洋沖地震災害復旧工事を完了
- 2015年 液化天然ガス（LNG）輸入基地「八戸LNGターミナル」操業開始 韓国コンテナ定期航路開設
- 2016年 八戸港貿易センター解散[12]
- 2017年 八太郎3号ふ頭フェリー専用岸壁（第2バース）供用開始[11]
- 2024年 新フェリーターミナルビル供用開始[13]

## 主な施設

### ふ頭
- ポートアイランド（河原木1号ふ頭） - 八戸港貿易センターなど
- 八太郎1号ふ頭
- 八太郎2号ふ頭 - 多目的国際物流ターミナル・コンテナヤード（約4.5ha）・ガントリークレーン2基など
- 八太郎3号ふ頭 - フェリー専用の岸壁・飼料基地（東北最大）など
- 八太郎4号ふ頭 - 3万トン級の船に対応の岸壁など RORO船などの荷役に使用
- 河原木2号ふ頭 - 5万トン級の船に対応の岸壁（八戸港最大）など 金属鉱石や石炭の輸入に使用
- 河原木1号ふ頭
- 白銀ふ頭

### 防波堤
- 北防波堤
- 中央防波堤
- 第二中央防波堤
- 白銀西防波堤
- 白銀北防波堤

### 漁港
- 八戸漁港
- 鮫漁港
- 第一魚市場
- 第二魚市場
- 第三魚市場

### その他の施設
- 八戸港貿易センター
- 多目的国際物流ターミナル
- フェリーターミナル
- 飼料穀物荷役桟橋
- 八戸火力発電所
- 石油基地

## 定期航路

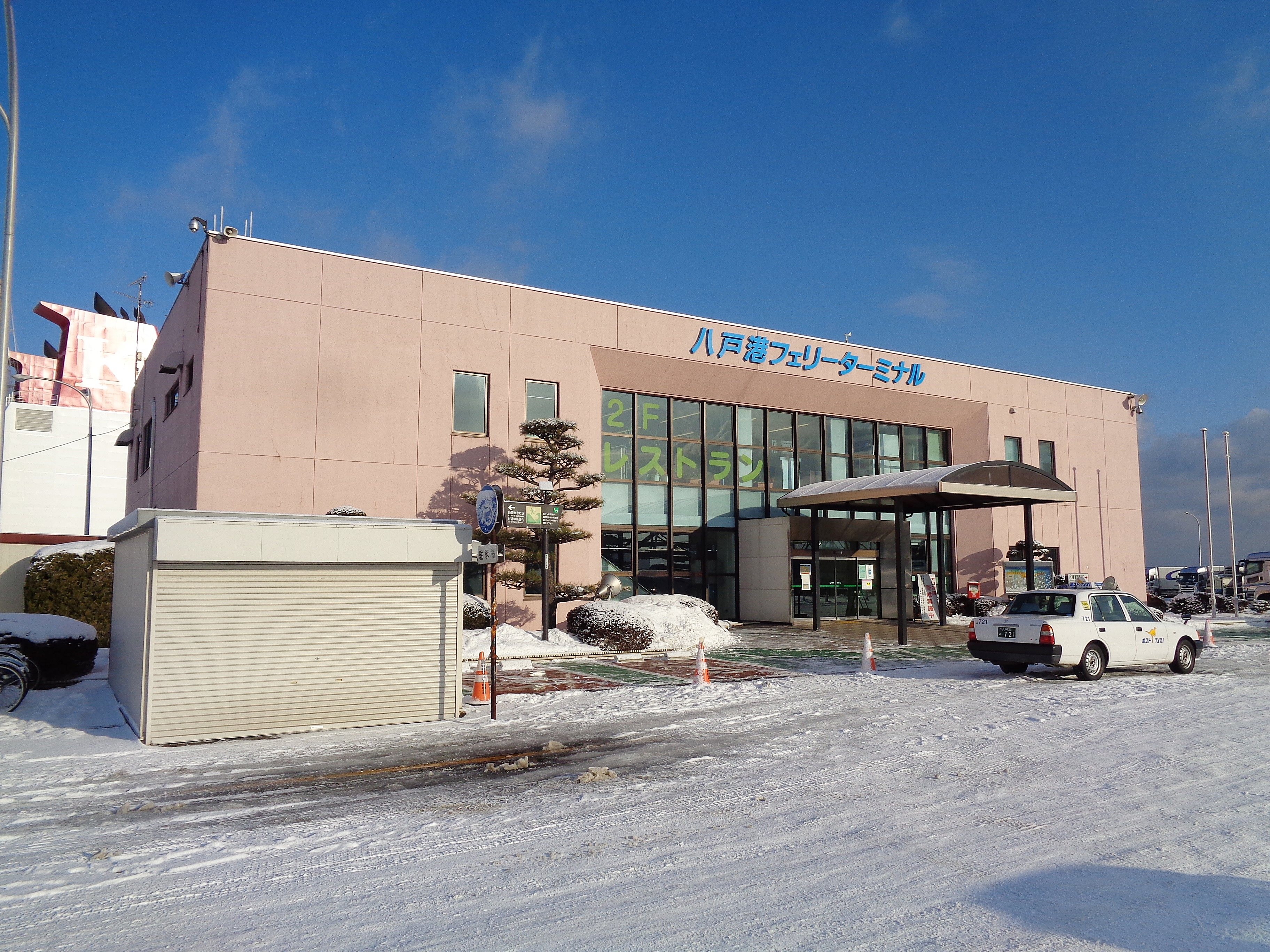
旧八戸港フェリーターミナル（2024年2月閉鎖）

### 定期旅客航路（フェリー）
- 八戸～苫小牧 （川崎近海汽船運航 1日4便 1972年 - ）

過去の定期旅客航路（フェリー）
- 八戸～室蘭
  - 1979年 - 2006年 東日本フェリー
  - 2020年4月 - 2022年1月 川崎近海汽船
- 室蘭～八戸～宮古：2018年10月 - 2020年3月 川崎近海汽船、宮古行きのみ寄港

### 定期国際コンテナ航路
- 韓国・中国航路
  - 八戸（月曜日）～釧路～苫小牧～酒田～釜山～蔚山～光陽～上海～寧波～釜山～常陸那珂～小名浜～仙台
- 韓国・中国航路
  - 八戸（木曜日）～釧路～苫小牧～秋田～蔚山～釜山/釜山新港～光陽～大連～天津新港～釜山～常陸那珂～仙台

（南星海運・高麗海運共同運航 各航路週1便　集荷代理店：八戸港湾運送株式会社・ナラサキスタックス株式会社） 
- 韓国航路
  - 八戸（金曜日）～釜山/釜山新港～仙台～八戸（火曜日）～苫小牧～釜山/釜山新港～直江津～秋田～苫小牧

（長綿商船・興亜海運共同運航 週2便　集荷代理店：八戸通運株式会社・北日本ポートサービス）

### 過去の定期国際コンテナ航路
- 北米航路 
  - 八戸～釜山～大阪～名古屋～清水～東京～シアトル～バンクーバー～シアトル～苫小牧

（ウエストウッド・シッピング・ラインズ運航 休止中）

### 定期国内コンテナ航路
- 横浜航路
  - 八戸（金曜日）～苫小牧～横浜～仙台～宮古 （横浜コンテナライン運航 週1便　集荷代理店：八戸通運株式会社）
- 横浜航路
  - 八戸（火曜日）～苫小牧～横浜（鈴与海運運航 週1便　集荷代理店：八戸港湾運送株式会社）
- 東京航路 
  - 八戸（土曜日）～苫小牧～仙台～横浜～東京 （井本商運運航 週1便　集荷代理店：八戸港湾運送株式会社）

### RORO船定期航路
- 川崎航路 
  - 八戸（火曜・木曜日）～川崎～追浜～仙台～苫小牧 （プリンス海運運航 週2便）
- 名古屋航路 
  - 八戸～名古屋～仙台～苫小牧 （フジトランスコーポレーション運航 4日に1便）
- 東京航路 
  - 八戸（月曜日）～東京～苫小牧 （オーシャントランス株式会社運航 週1便）